# TV 1861 Forst
Der TV 1861 Forst ist ein Sportverein aus der Stadt Forst (Lausitz).

## Geschichte

Wappen von Fortschritt Forst

Der TV 1861 Forst wurde im Jahr 1861 unter dem Namen Turnverein 1861 Forst gegründet. Nach dem Zweiten Weltkrieg erfolgte die Neugründung des Vereins unter dem Namen SG Forst-Mitte. 1950 wurde Forst eine Betriebssportgemeinschaft und es erfolgte die Umbenennung zu BSG Einigkeit Forst, nur ein Jahr später erfolgte ein Zusammenschluss mit der BSG Freundschaft Forst zur BSG Textil Forst und der Verein wurde dem in Forst ansässigen VEB Forster Tuchfabriken zugeordnet. Ab 1952 spielte Forst unter dem Namen BSG Fortschritt Forst. Nach der Wende erfolgte die erneute Rückbenennung in TV 1861 Forst. 1990 spalteten sich die Sportarten Kampfsport, Kegeln und Schach zu dem Verein SV Alemannia Forst ab, alle restlichen Sportarten, inklusive Fußball, verblieben beim TV.

## Fußball
Die Fußballabteilung des TV 1861 Forst gründete sich 1908 und nannte sich vorerst FA 1908 des TV 1861. Zur Saison 1924/25 stieg der Verein, nun unter dem Namen FV 1908 Forst spielend, in die Bezirksklasse Niederlausitz des Südostdeutschen Fußball-Verbandes auf, wurde jedoch im Gau Forst nur Siebter von acht Mannschaften. Nach der Reinlichen Scheidung 1924 entschied sich der TV 1861 Forst weiter für die Deutsche Turnerschaft anzutreten, so dass die Fußballer auch wieder unter dem alten Namen antraten. Die Deutsche Turnerschaft beschloss, ab 1925 eine eigene deutsche Meisterschaft im Fußball auszutragen. In der Meisterschaftsendrunde 1926/27 erreichte Forst das Finale und wurde mit einem 6:0-Sieg über den TV 1846 Mannheim deutscher Fußballmeister der Turnerschaft. In den folgenden Jahren konnte man an diese Erfolg allerdings nicht mehr anknüpfen. Anlässlich der Deutschen Kampfspiele in Nürnberg wurde am 27. Juli 1934 die Neuordnung des gesamten Turn- und Sportwesens im Deutschen Reichsbund für Leibesübungen verkündet. Die Deutsche Turnerschaft und seine Vereine waren damit faktisch aufgelöst.
1946/47 erreichte die Fußballabteilung der SG Forst-Mitte das Finale der brandenburgischen Fußballmeisterschaft, welches mit 2:3 gegen die SG Cottbus-Ost verloren ging. Ab der Saison 1948/49 spielte der Verein in der Fußball-Landesklasse Brandenburg, welche in der ersten Saison eine von fünf höchsten Ligen in der Sowjetischen Besatzungszone war. Zur Saison 1949/50 war die Landesklasse nach Einführung der Fußball-Ostzonenliga nur noch zweitklassig, eine Saison später gar nur noch drittklassig. Die Spiele in der Landesklasse trug der Verein im Stadion der Einheit aus. Bis 1957 konnte sich Fortschritt Forst in der drittklassigen, nun inzwischen Fußball-Bezirksklasse Cottbus genannten Spielklasse, halten. Nach der Wende konnte der nun wieder TV 1861 Forst genannte Verein von 1991 bis 2003 die 6.-klassige Landesliga Süd Brandenburg halten. Derzeit spielt Forst in den unteren Ligen Brandenburgs.

## Handball
Seit Beginn der 1930er-Jahre gehörte die Abteilung zu den führenden Handballmannschaften Brandenburgs. Nach Einführung der erstklassigen Handball-Gauligen spielte der Verein mindestens drei Spielzeiten in der Handball-Gauliga Berlin-Brandenburg. Auch nach Beendigung des Zweiten Weltkriegs konnte die Spielstärke vorerst beibehalten werden, so qualifizierte sich der nun in Einigkeit Forst umbenannte Verein als Vertreter Brandenburgs für die DDR-Handball-Meisterschaft 1950, schied aber in der Hoffnungsrunde aus. 1950/51 nahm der in BSG Textil Forst umbenannte Verein an der DS-Feldhandball-Liga teil, wurde jedoch in der Staffel B nur Achtplatzierter. Für die Handball-DDR-Meisterschaft 1953/54 war der erneut in Fortschritt Forst unbenannte Verein erneut qualifiziert, verlor aber beide Spiele gegen die BSG Motor Rostock und die SG Dynamo Halle. Ab 1955 wurde die reguläre Handball-Oberliga ausgespielt. Forst beendete die erste Saison auf Platz 4 der Staffel I. 1955/56  spielte der Verein seine zweite und letzte Saison in der Handball-Oberliga. Eine Rückkehr in die oberste Handball-Liga der DDR gelang nicht mehr.

## Leichtathletik
Die Deutsche Turnerschaft trug bis 1933 abseits der Deutschen Sportbehörde für Leichtathletik eigene Leichtathletik-Meisterschaften, so genannte Volksturnmeisterschaften aus. Hier konnte der TV 1861 Forst 1930 durch die Turnerin Hein die Goldmedaille im Turnerinnen-Siebenkampf gewinnen.

## Erfolge
- Deutscher Fußballmeister der Deutschen Turnerschaft: 1927
- Vizemeister brandenburgische Fußballmeisterschaft (SBZ): 1947

## Bekannte Personen
Fußball:
- Christopher Beck (TV 1861 Forst)
- Manfred Hansen (BSG Fortschritt Forst)
- Heiner Schuster (SG Forst-Mitte)
- Detlef Ullrich (BSG Fortschritt Forst)
- Karl-Heinz Wohlfahrt (SG Forst-Mitte)

Turnen:
- Hans Pludra
- Kurt Wedekind

## Weblink
- Offizielle Vereinshomepage